# Marcel Arland
Marcel Arland (født 5. juli 1899 i Varennes-sur-Amance, død 12. januar 1986 i Saint-Sauveur-sur-École) var en fransk forfatter, der i 1929 fik Goncourtprisen for romanen L'Ordre (da: Menneskers veje).